# Himmelhunden
|  | For filmen af samme navn, se Himmelhunden (film) |
Himmelhunden er en dansk sang fra 1984, der blev sangeren Teddy Edelmanns gennembrudsnummer og største succes. Teksten var oversat af Calle Sand fra Hasse Anderssons svenske original, "Änglahund" (1982). I sangens omkvæd indgår tekstens centrale spørgsmål: "Må man ta’ hunden med sig ind i himlen?"
"Himmelhunden" udkom som single i 1984 og samme år på lp'en Himmelhunden og andre succes’er. Sangen blev meget omtalt og blev samme år optaget på den nystartede radiostation The Voices "hadeliste".
I 2017 fik sangen fornyet aktualitet i forbindelse med en debat i folkekirken om kristendommens forhold til dyr.